# Río Grande de Tárcoles
El río Tárcoles, también llamado río Grande de Tárcoles, es un río localizado en Costa Rica. Se origina en las laderas al sur de la cordillera volcánica central y fluye en dirección suroeste hacia el golfo de Nicoya. El río tiene una longitud de 111 km y su cuenca hidrográfica cubre un área de 2121 km², en la que drena gran parte de la Gran Área Metropolitana, donde reside aproximadamente el 50 % de la población.
El río es uno de los más contaminados de Costa Rica, arrastrando mucho del desagüe de las ciudades del Valle Central costarricense. Aproximadamente el 67 % del material orgánico y desechos industriales sin tratamiento de Costa Rica son drenados por el río. También se vio afectado por el derrame de unos 400 000 litros de diésel por parte de la Refinadora Costarricense de Petróleo en el año 2000, lo que profundizó el daño ecológico al río y su contexto inmediato.
El río sirve de límite norteño para el parque nacional Carara. Es parte del hábitat del Cocodrilo Americano, mientras que su rivera en su desembocadura es el hábitat de numerosos patos y aves limícolas. Entre las muchas garzas residentes están la pico de bota y la garza tigre; otras aves que se pueden observar son el alcaraván dara, el canario del manglar y el martín-pescador enano.
Reptiles, tales como el Cocodrilo Americano, caimanes, el cherepo y grandes iguanas, se observan comúnmente en las inmediaciones del río.

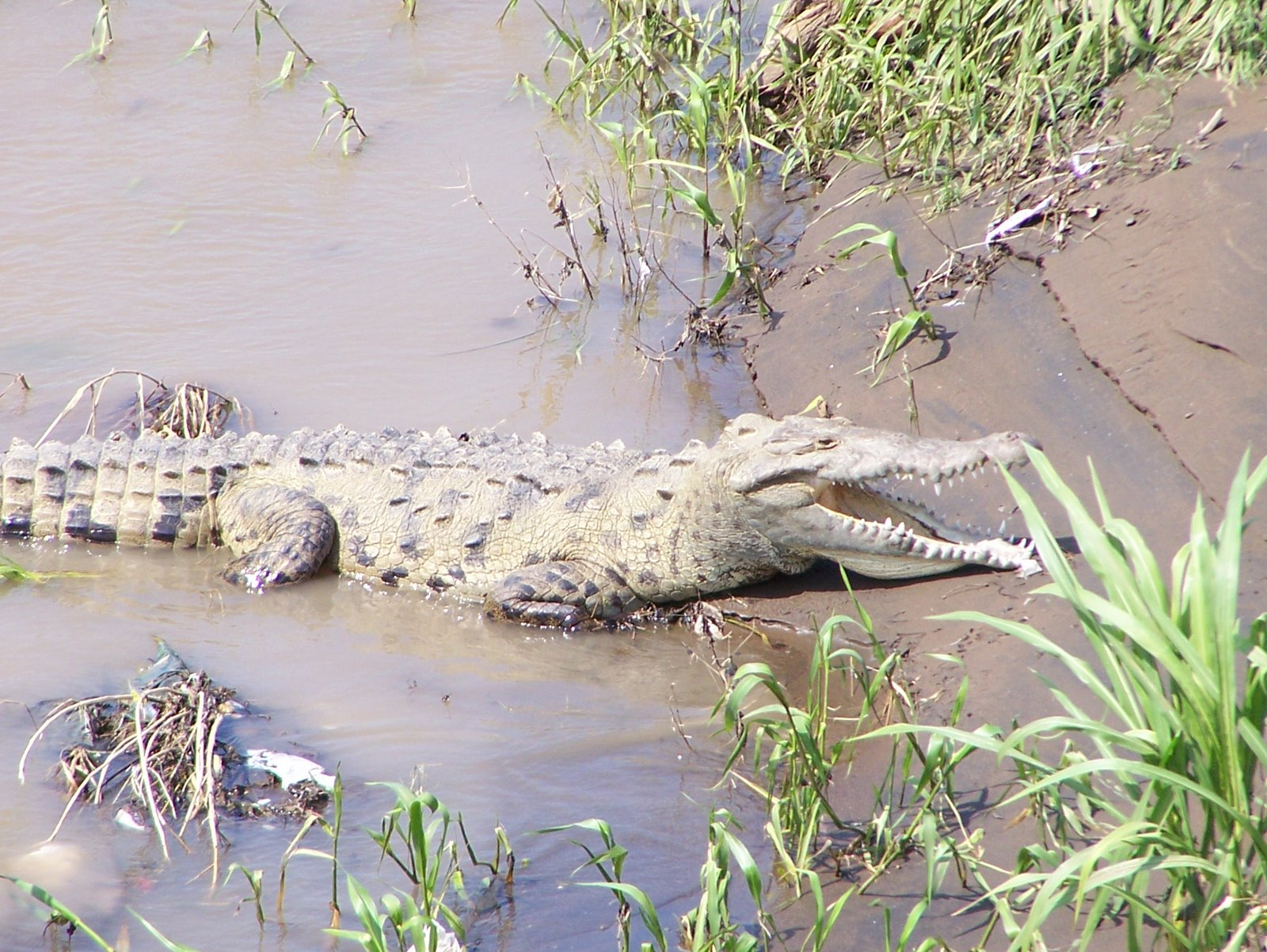
Un Cocodrilo Americano en el río